# ترمینوس (کالیفرنیا)
ترمینوس (به انگلیسی: Terminous) یک منطقهٔ مسکونی در ایالات متحده آمریکا است که در شهرستان سن ژواکین، کالیفرنیا واقع شده‌است. ترمینوس ۲٫۵۳۱ کیلومتر مربع مساحت و ۳۸۱ نفر جمعیت دارد و -۲٫۱۳ متر بالاتر از سطح دریا واقع شده‌است.